# Onciale 0259
- Papyrus
- Onciale
- Minuscules
- Lectionnaire

Le Codex 0259 (dans la numérotation Gregory-Aland), est un manuscrit du Nouveau Testament sur parchemin écrit en écriture grecque onciale.

## Description
Le codex se compose de 2 folios. Il est écrit en une colonne par page, de 11 lignes par colonne. Les dimensions du manuscrit sont 12 x 10 cm,. Les paléographes datent ce manuscrit du VIIe siècle.
C'est un manuscrit contenant le texte de la Première épître à Timothée 1,4-5.6-7.
Le texte du codex représenté est de type mixte. Kurt Aland le classe en Catégorie III.
Lieu de conservation
Il est conservé à la Staatliche Museen zu Berlin (P. 3605) à Berlin,.